# Az afrikaans és a holland nyelv összehasonlítása

Holland és afrikaans nyelvek elterjedtsége

Az afrikaans a holland származéknyelve (Dél-Afrikában 1983-ig nem is különböztették meg a két nyelvet egymástól!) és – ellentétben a belgiumi, hollandiai és surinamei hollanddal – önálló nyelv és nem nyelvjárás. Az afrikaans szókincs kb. 90-95%-a holland eredetű, kevés eltérés található a két nyelv szavai közt; viszont az afrikaans sokkal szabályosabb az alaktan, nyelvtan és helyesírás terén. Kölcsönös érthetőség áll fenn a két nyelv között, főként írásos alakban.
Az afrikaans számos szó- és mondattani alakot kölcsönzött a szomszédos maláj, koiszan, portugál, és bantu nyelvekből, valamint kisebb mértékben a franciából. Mindazonáltal, a holland beszélők kevesebb nem rokon szóval találkozhatnak egy afrikaans szövegben, mint fordítva. Ezáltal a kölcsönös érthetőség nem egyforma mértékű, a hollandul beszélők könnyebben megértik az afrikaans szövegeket, mint az afrikaansul beszélők a hollandot. Kutatási eredmények azt mutatják, hogy a kölcsönös érthetőség magasabb fokú a holland és az afrikaans között, mint a holland és fríz között, vagy a dán és a svéd között.

## Az afrikaans kialakulása
A dél-afrikai holland kolóniákon a hivatalos nyelv egyedül a holland volt.
A nagy vándorlás (De Grote Trek) idején alakult ki egy egyszerűsített holland nyelvváltozat, ami az emberek mindennapi kapcsolataikban használtak. Ennek megerősödése során kialakult egy kétnyelvű állapot, a hivatalos állam és kormányzati nyelv a holland maradt, emellett a mindennapi kapcsolatok nyelve az újonnan kialakult afrikaans lett. Egészen 1875-ig nem változott ez az állapot. Ekkor indultak olyan mozgalmak, amelyek az afrikaans félhivatalossá tételét tűzték ki céljukul, hogy így legalább a kevésbé művelt emberek is boldogulhassanak a „nehéz” holland használata nélkül is. Nagyobb sikerekre azonban egészen 1905-ig várni kellett. Ekkor bevezettek egy egyszerűsített holland helyesírást, mely rögtön nagyon sikeres lett, számos helyi újság (pl. a Die Burger, a Huisgenoot és a Volksblad) is bevezette.
Ebben az időszakban a holland használata a felsőbb és tanultabb körökben presztízzsé vált. Sokan úgy tartották, hogy az afrikaans kevésbé kifejező, tudományos témák leírására alkalmatlan, arra csak a sokkal logikusabb és kifejezőbb holland alkalmas.
1917-ben a Dél-afrikai Akadémia hivatalos nyelvvé tette az afrikaanst. Mai szabályzását is ők végzik.

## Eltérések

### Helyesírási eltérések
A két nyelv közötti helyesírási eltérések az afrikaans fonetikai változásai valamint az egyszerűsített helyesírása miatt alakultak ki. Ezen kívül az eltérések egy része a modern kori holland nyelv konzervatívabb ortográfiájának köszönhető.

#### Afrikaans egyszerűsítések
- A holland ij digráf y-ra egyszerűsödött az afrikaansban, de kiejtése ugyanaz maradt, [ɛi], például a holland prijs (ár) szót az afrikaansban prys-nek írják. Ugyanakkor a holland -lijk végződés az afrikaansban -lik lett, nem *-lyk, például a holland lelijk (csúnya) lelik az afrikaansban, és mindkettő kiejtése [lək], egy elmosott hanggal (svával).
- Az afrikaans k-t használ a holland „kemény” c helyett, mindkettőt [k]-nak ejtve, például: holland cultuur (kultúra) – afrikaans kultuur. Ez utóbbi a '90-es évekbeli helyesírási reformokig a hollandban is elfogadott volt.
- A holland -tie és -cie végződéseket az afrikaans összemossa a -sie végződésben. Bár a holland -tie kiejtése [tsi], ez nem jelenik meg az afrikaansban. Példák: provincie (tartomány) és politie (rendőrség) az afrikaansban provinsie és polisie.
- Hasonlóan a holland -tion (kiejtése régiótól függően [tsiɔn], [siɔn] vagy [ʃon] lehet) az afrikaansban -sion lett, például: nationaal (nemzeti) – nasionaal.
- Az afrikaans összevonta az azonos ejtésű holland ou, ouw,  au, és  auw betűkapcsolatokat egyetlen ou kapcsolatban, például vrouw (asszony) – vrou, dauw (harmat) – dou. Ez alól kivétel csak a nevekben maradt, pl: Australië (Ausztrália).
- A szó végi holland -en (kiejtése [ə]) végződésből az afrikaans általában elhagyja az -n-t: leven (élet) – lewe, és mensen (nép) – mense.

#### Fonetikai okok miatti különbségek
Az afrikaans igen gyakran leegyszerűsítette a mássalhangzó-csoportokat, amelyek a hollandban máig megmaradtak.
- Mivel az afrikaansban nincs [z] hang, ezért a holland z és s betűket összevonta az s-ben, melynek kiejtése mindig [s]. Hasonló hangváltozás található Észak-Hollandiában is. Így a holland zorg (érdek) sorg lesz az afrikaansban.
- Szavak belsejében az afrikaans összevonja a holland v és w betűket egy [v] hangba, amit a w betűvel jelöl: haven (kikötő) – hawe, mindkettő kiejtése [ɦaːvə]. Hasonló összevonás figyelhető meg az északi holland nyelvjárások kiejtésében, ahol a w-t [ʋ]-nek, a v-t [v]-nek ejtik.
- Az afrikaans – azonos [χ] kiejtésük miatt – összevonta a holland ch kapcsolatot és a g-t, mely hangot a g betűvel jelöl. Észak-Hollandiában is hasonló változás hallható, míg Belgiumban és Surinaméban a megkülönböztetés megmaradt.[23]
- Szókezdetben az afrikaans sk-t ír (kiejtése [sk]), ahol a holland sch-t használ (kiejtése [sx] vagy [sç]): school (iskola) – skool. Néhány holland nyelvjárásban, főként a nyugat-flamandban is gyakran hallani [sk]-t.
- A szó végi -cht és -st kapcsolatok az afrikaansban -g-re és -s-re egyszerűsödtek: lucht (levegő, kiejtése [lʏxt]) – lug (kiejtése [ləχ], dienst (szolgálat, szolgáltatás, kiejtése [dinst]) – diens (kiejtése [dins]).
- A magánhangzóközi -g- és -v- az afrikaansban eltűnt: dagen (napok) – dae, hoger (magasabb) – hoër, regen – reën. Ahol az így egymás mellé kerülő két magánhangzó az afrikaans helyesírás szerint önálló betűt alkotna, a második betű fölé tréma kerül, ami jelzi, hogy a két betűt különálló hangként kell ejteni.
- Egyes szavakban a szó végi -g lekopott az afrikaansban, az előtte álló magánhangzó nyílt szótagba került, hosszan ejtik, és tetős ékezettel (circumflex) jelölik: zeg (mond, kiejtése [zɛɣ]) – sê (kiejtése [sɛː]).
- Az afrikaans helyesírás sajátja a tetős ékezet (circumflex), sokkal gyakrabban használják, mint a hollandban, ahol csak francia eredetű szavakban fordul elő. Az így jelölt betűk (ê, ô, û) kiejtése mindig hosszú és sosem lehet kettőshangzó ([ɛː], [ɔː], [œː]), mint jelöletlen párjaiké ([eə], [oə], [y]). Ezek az ékezetes betűk gyakran azt jelölik, hogy a holland szó egy betűje lekopott az afrikaansban. Példák: wereld (világ) – wêreld, morgen (reggel) – môre, bruggen (hidak) – brûe.
- Az afrikaans -tjie kicsinyítőképző kiejtése [ki], míg a holland eredeti képző, a -tje kiejtése [cə]. Megjegyzendő, hogy Dél-Hollandiában és Belgiumban a beszélt nyelvben gyakran ejtik ezt a képzőt [kə] formában, ami alapja lehet az afrikaans kiejtésnek.

### Fonetikai eltérések
Az afrikaans nyelv kiejtése a dél-hollandiai (leginkább a zoetenmeer-i) népnyelv kiejtéséhez áll legközelebb.
- Szó elején az afrikaans [f]-nek ejti a v-vel jelölt betűket. Ez a jelenség megtalálható az amszterdami kiejtésben is, de ott minden zöngés hangot zöngétlenül eljenek szó elején. Példa: ver (messze) kiejtése hollandul [vɛr], afrikaansul [fɛr].
- Az afrikaans w kiejtése is különbözik az összes holland nyelvjárástól. A werk (munka, mű) szó kiejtése afrikaansul [vɛrk], hollandiai hollandul [ʋɛrk], belgiumi és surinamei hollandul [wɛrk].

### Nyelvtani különbségek
A nyelvtani különbségek adják vitathatatlanul a legnagyobb eltérést a két nyelv között.
- Az afrikaansban – ellentétben a hollanddal – nincsenek nyelvtani nemek. Ezért az afrikaansban csak egyetlen határozott névelő van, a die, míg a hollandban kettő, a de és a het (a dél-holland népnyelvben pedig három, a den, a de és a het).
- Az afrikaans ige jelen ideje – néhány kivételtől eltekintve – megegyezik a főnévi igenév alakjával és nincs személyragozása. A folyamatos múlt idő (imperfect) 8 ige kivételével nem használatos, helyette szövegkörnyezettől függően befejezett múltat, vagy jelent használnak. Ugyanígy nincs régmúlt (pluperfect) sem.
- Befejezett jelenben (perfect) nincs különbség a zijn és a hebben igékkel való képzése között.
- Többes számban nem különböztetik meg a személyes névmás alanyesetű és tárgyesetű alakját sem.
- Az afrikaans szenvedő alakok képzése mindig az is igével történik, míg a hollandban ez a zijn és worden igével is képezhető.
- Az afrikaansban él a kettős tagadás, amely Hollandiában – valószínűleg francia hatásra – csak a nyugat-flandriai nyelvjárásban maradt meg.[24] Például: holland Ik spreek geen Engels (Nem beszélek angolul) afrikaansul Ek praat nie Engels nie  vagy Ek praat geen Engels nie. Ez franciául a következőképp hangzik: Je ne parle pas anglais, nyugat-flandriában pedig: Ek 'n praten geen Engels, dél-hollandiai nyelvjárásokban: Ik praat geen Engels nie.
- A hollandhoz hasonlóan, néhány kivételtől eltekintve, az afrikaans melléknév ragozódik, de csak jelzői helyzetben (mikor megelőzi a főnevet), állítmányiban nem. A hollandtól eltérően ez csak a melléknév helyétől függ, nem a főnév nemétől.

## Más nyelvi hatások

### Maláj
Az egykori fokvárosi Cape Malay közösségéből számos maláj eredetű szó került az afrikaansba. Néhány szó a hollandba is bekerült az egykori indonéz délkelet-ázsiai gyarmatbirodalom örökségeként. A legismertebb maláj eredetű afrikaans szavak:
- Piesang – jelentése „banán”; hollandban a banaan szó mellett megvan ennek egy változata, a pisang is.
- Baie – jelentése „nagyon”, általánosan használt szó, holland megfelelője a veel.
- Baadjie – jelentése „kabát”; holland megfelelője a baadje, de ez ma már nagyon archaikus, irodalmi alak, helyette a modernebb jas vagy vest szavakat használják.

### Portugál
Néhány szó portugál eredetű, mint pl. a Kraal (karám) a portugál curral szóból, vagy a Mielie (kukorica) a portugál milho szóból. Ezeket a szavakat széles körben használják, akárcsak a többi szomszédos afrikai nyelvben, az egykori portugál gyarmatosítás örökségeként.

### Koiszan nyelvek
A gogga szó (jelentése: rovar) a koiszan xo-xo szóból ered. Számos hasonló szó ered a koiszan nyelvekből, mint például: assegaai (dárda), karos (állatbőr takaró), dagga (marihuána).

### Bantu nyelvek
A következő néhány bantu eredetű szó megtalálható az afrikaansban, de a dél-afrikai angolban is:
- chana – a zulu umtshana szóból származik, egy barátra utal;
- fundi – a zulu umfundisa szóból származik, egy adott téma szakértőjét jelöli;
- tjaila / tjailatyd – a zulu chaila szóból származik, jelentése: hazamenni.

## Néhány szó és kifejezés összehasonlítása
| Afrikaans                                  | Holland                                                          | Magyar                                 |
| ------------------------------------------ | ---------------------------------------------------------------- | -------------------------------------- |
| Verstaan jy my?                            | Versta je mij?                                                   | Értesz engem?                          |
| Ek verstaan dit                            | Ik begrijp het kevésbé általános: Ik versta het                  | Értem.                                 |
| Wat is jou naam?                           | Hoe heet jij? kevésbé általános: Wat is jouw naam?               | Hogy hívnak?                           |
| Wat maak jy?                               | Wat ben je aan het doen?                                         | Mit csinálsz?                          |
| Ek is lief vir jou Ek het jou lief         | Ik hou van je/jou. kevésbé általános: Ik heb je lief.            | Szeretlek.                             |
| Is jy honger?                              | Heb je honger?                                                   | Éhes vagy?                             |
| Dié boek is vir jou                        | Dit boek is voor jou                                             | Ez a könyv a tiéd.                     |
| Ek het al geëet                            | Ik heb al gegeten                                                | Már ettem.                             |
| Stem jy saam?                              | Ben je het daarmee eens? kevésbé általános: Stem jij daarmee in? | Egyetértesz?                           |
| Stem jy [daartoe] in?                      | Ga je daarmee akkoord?                                           | Egyetértesz vele?                      |
| Oop vanaand                                | Open vanavond                                                    | Nyisd ki ma este.                      |
| Hulle woon hier                            | Ze wonen hier                                                    | Ők itt élnek.                          |
| Kan ons die middestad besoek?              | Kunnen we de binnenstad bezoeken?                                | Megnézhetjük a városközpontot?         |
| piesang                                    | banaan                                                           | banán                                  |
| baadjie jas                                | jasje, vest                                                      | kabát                                  |
| Ek is halfpad daar                         | Ik ben halverwege                                                | Félúton vagyok.                        |
| Hierdie vrug smaak sleg                    | Deze vrucht smaakt slecht                                        | Ennek a gyümölcsnek rossz az íze.      |
| Het jy dit gesê?                           | Heb jij dat gezegd?                                              | Azt mondod?                            |
| Hy het op die lughawe aangekom             | Hij is op de luchthaven aangekomen                               | Megérkezett a repülőtérre.             |
| As dit reën, sal dié sambreel jou beskerm  | Als het regent, zal deze paraplu je beschermen                   | Ha esik az eső, ez az esernyő megvéd.  |
| 'n Lemoen is 'n oranje kleurige vrug       | Een sinaasappel is een oranje kleurige vrucht                    | A narancs narancssárga színű gyümölcs. |
| 'n Lemmetjie is 'n klein groen sitrus vrug | Een limoen is een kleine groene citrusvrucht                     | A lime egy kis zöld citrusféle.        |
| Ons hou daarvan om te braai                | Wij houden ervan om te barbecueën                                | Szeretünk grillezni.                   |
| Ek kan dit nie glo nie                     | Ik kan het niet geloven                                          | Nem tudom elhinni.                     |

## Egy egyszerű szöveg összehasonlítása
Alább olvasható a Die Stem van Suid-Afrika című vers, mely egykor a Dél-afrikai Köztársaság nemzeti himnusza volt (holland és magyar fordítással).
| Afrikaans                         | Holland                            | Magyar (szó szerinti) fordítás   |
| Uit die blou van onse hemel,      | Uit het blauw van onze hemel       | A mi egünk kékjéből,             |
| Uit die diepte van ons see,       | Uit de diepte van onze zee,        | A mi tengerünk mélyéből,         |
| Oor ons ewige gebergtes           | Over onze eeuwige gebergtes,       | A mi örök helyeink felett,       |
| Waar die kranse antwoord gee.     | Waar de rotsen antwoord geven.     | Ahol a sziklák adják a választ.  |
| Deur ons vêr verlate vlaktes      | Door onze ver verlaten vlaktes     | Keresztül a sivatagos síkságokon |
| Met die kreun van ossewa.         | Met het gekreun van ossenwagens    | Az ökrös-szekér nyögésével.      |
| Ruis die stem van ons geliefde,   | Ruist de stem van ons geliefde,    | Szólít szerelmünk hangja,        |
| Van ons land Suid-Afrika.         | Van ons land Zuid-Afrika.          | A mi országunké, Dél-Afrikáé.    |
| Ons sal antwoord op jou roepstem, | We zullen antwoorden op je roepen  | Válaszolunk a hívásodra,         |
| Ons sal offer wat jy vra:         | We zullen offeren wat jij vraagt   | Feláldozzuk, amit kérsz,         |
| Ons sal lewe, ons sal sterwe,     | We zullen leven, we zullen sterven | Élni fogunk, halni fogunk,       |
| Ons vir jou, Suid-Afrika.         | Wij voor jou, Zuid-Afrika.         | Mi, érted, Dél-Afrika.           |

## Fordítás
Ez a szócikk részben vagy egészben  a   Comparison of Afrikaans and Dutch című angol Wikipédia-szócikk ezen változatának fordításán alapul.  Az eredeti cikk szerkesztőit annak laptörténete sorolja fel. Ez a jelzés csupán a megfogalmazás eredetét és a szerzői jogokat jelzi, nem szolgál a cikkben szereplő információk forrásmegjelöléseként.